# Апкиткич
Апкиткич — река в России, на Дальнем Востоке, протекает по территории Северо-Эвенского района Магаданской области, вдали от населённых пунктов. Апкиткич левый приток Омолона впадает в него на 1016 км от устья, длина реки 34 км.
Название от эвен. Апкит — «ущелье».

## Данные водного реестра
По данным государственного водного реестра России относится к Анадыро-Колымскому бассейновому округу, речной бассейн реки — Колыма, речной подбассейн — Омолон. Водохозяйственный участок реки — река Омолон.
По данным геоинформационной системы водохозяйственного районирования территории РФ, подготовленной Федеральным агентством водных ресурсов:
- Код водного объекта в государственном водном реестре — 19010200112119000048282
- Код по гидрологической изученности (ГИ) — 119004828
- Код бассейна — 19.01.02.001
- Номер тома по ГИ — 19
- Выпуск по ГИ — 0